# 林映佐
林映佐，中華民國外交官。外交部派赴喬治·華盛頓大學艾略特國際事務學院進修國際政策暨實踐碩士課程，曾任外交領事人員講習所組長、駐紐約有關聯合國事務工作小組副參事、外交部秘書、駐休士頓臺北經濟文化辦事處副總領事銜副處長、駐開普敦臺北聯絡辦事處總領事銜處長等職務。

## 職業生涯
2021年8月，駐開普敦辦事處長林映佐代表政府捐贈3萬片醫療口罩予東開普省納爾遜·曼德拉灣大都會自治市，用以協助對抗當地2019冠狀病毒病疫情，由市長邦加代表接受。
2021年11月，駐開普敦辦事處長林映佐受邀出席東開普省瓜哈地方自治市長韓德瑞克斯，以及西開普省Drakenstein地方自治市長普爾就職典禮。
2022年5月，林映佐與駐開普敦辦事處職員，前往纳米比亚拜會僑團、出席僑界急難救助協會成立大會，並瞭解臺商事業經營情形。